# Caraboo
 (avril 2018).
Caraboo est un groupe autrichien de schlager, originaire de Carinthie et du district de Lienz.

## Histoire
Le groupe est fondé  en 2000 par les deux anciens membres Carriére Reinhard Schlacher et Christian Dullnig avec les deux Tyroliens de l'Est, Michael Mariacher et Markus Zlöbl. Ils se présentent d'abord sous le nom de RSB.
En mai 2005, ils réalisent sous le nom de Carrière la chanson Du qui prend la quatrième place de la partie autrichienne du Grand Prix der Volksmusik 2005. Lors de la finale à Zurich, ils se  produisent pour la finale sous le nom de Caraboo (après des démêlés judiciaires) devant un public international.
Peu après paraît l'album Wie ein Stern am weiten Himmel. Avec le single du même nom, le groupe apparaît de nouveau à la télévision.
En 2010, le groupe retourne en studio pour produire un deuxième album. Eines schönen Tages est publié en septembre 2010. En 2012, Caraboo reprend une des premières chansons de Carriére, Ich tausche deine Tränen gegen meine Liebe ein.
En mars 2013, Michael Mariacher a quitté le groupe. Son successeur, Martin Lackner, est comme Reinhard Schlacher et Christian Dullnig, membre fondateur et chanteur de l'ancien groupe Carriére. En février 2017, Martin Lackner quitte le groupe et le quatuor devient un trio composé de Reinhard Schlacher (guitare, chant), Christian Dullnig (batterie, chant) et Markus Zlöbl (guitare, basse, chant).

## Discographie
Albums
- 2006 : Wie ein Stern am weiten Himmel
- 2010 : Eines schönen Tages

Singles
- 2005 : Du
- 2005 : Ich seh den Sommer in deinen Augen
- 2006 : Wie ein Stern am weiten Himmel
- 2006 : Stell der Liebe keine Fragen
- 2007 : Mein Herz fährt wieder Achterbahn
- 2007 : Lieben heißt
- 2008 : Party Remix 2008
- 2009 : Pythagoras
- 2010 : Verliebt, verlobt, verloren
- 2010 : Savita
- 2011 : Zwischen den Zeilen
- 2012 : Ich tausche deine Tränen gegen meine Liebe ein

## Source de la traduction
- (de) Cet article est partiellement ou en totalité issu de l’article de Wikipédia en allemand intitulé « Caraboo » (voir la liste des auteurs).